# Hypothermie
Onderkoeling of hypothermie is een toestand waarbij de centrale lichaamstemperatuur (de hoogste temperatuur midden in de romp) van een persoon zo ver is gedaald dat de normale stofwisseling in gevaar komt. De normale lichaamstemperatuur bij gezonde mensen varieert tussen ongeveer 35,5 en 37,5 graden (soms hoger bij inspanning) Celsius. Soms ook wel wat lager, bijvoorbeeld vroeg in de ochtend of tijdens de slaap. Onderkoeling begint als de lichaamstemperatuur zakt tot onder 35 °C. Als de lichaamstemperatuur onder 32 °C zakt, wordt de situatie kritiek. Lichaamstemperaturen onder 27 °C zijn zonder medisch ingrijpen bijna altijd dodelijk, hoewel er gevallen bekend zijn waarbij een lichaamstemperatuur van 14 °C werd overleefd.
Onderkoeling kan ook levensreddend zijn. De hersenen sterven namelijk reeds af wanneer de circulatie slechts enkele minuten stopt, maar bij lagere temperatuur kan dat veel langer duren (andere organen zijn minder in gevaar, ze kunnen een circulatiestilstand langer overleven). Hierdoor is het soms mogelijk verdrinking in zeer koud water te overleven. Het slachtoffer verliest het bewustzijn en de hartslag (bloedsomloop) stopt. Het slachtoffer lijkt klinisch dood. Door de kou van het water raken de hersenen echter nog niet zo snel onherroepelijk beschadigd. In sommige gevallen is het nog mogelijk gebleken dergelijke slachtoffers te reanimeren. Daarom wordt er bij levenloze en tevens onderkoelde slachtoffers weleens gezegd: "Iemand is pas dood als hij warm is en (nog steeds) dood".
Er zijn ruwweg twee soorten onderkoeling te onderscheiden, acute en chronische. Acute onderkoeling is het gevaarlijkste; de lichaamstemperatuur zakt snel, vaak binnen seconden of minuten als een slachtoffer door het ijs (van een bevroren meer) zakt. Chronische onderkoeling vindt plaats als het lichaam over langere tijd onderkoeld raakt. Iemand die te water raakt in ijskoud water zal in het algemeen binnen enkele minuten te koud zijn om zelf nog actief te kunnen zwemmen. Ook iemand die zelfs in Nederlands binnenwater bij niet-zomerse temperaturen te water raakt (zeilers, surfers) kan snel zover afkoelen dat zwemmen onmogelijk wordt. Het gevaar van een fatale afloop kan worden vergroot door hevige vermoeidheid of uitputting.

## Diagnose
In de praktijk is onderkoeling het makkelijkst vast te stellen aan de hand van de situatie waarin het slachtoffer verkeert: bij iemand die in koud water heeft gelegen, door het ijs is gezakt, in een sneeuwstorm is verdwaald of in de koude regen en wind heeft verkeerd, vooral bij harde wind, koud weer of in de bergen, zal men op de mogelijkheid bedacht zijn.
Bij overigens gezonde mensen binnenshuis komt onderkoeling vrijwel niet voor, behalve bij zeer jonge en te vroeg geboren baby's (meestal minder dan 10 dagen oud). Ook bij zieke bejaarden in slechte toestand komt het weleens voor dat zij geen koorts meer kunnen maken en meer chronisch onderkoeld raken. Huisartsen worden nog weleens gebeld door ongeruste ouders die bij hun kinderen zelf een temperatuur hebben gemeten van 33 of 34 graden of nog lager. Als het kind verder niet ziek is en het geen zeer jonge baby betreft berust dit vrijwel altijd op een meetfout.
Als iemand continu een opvallend lage lichaamstemperatuur heeft zonder daarbij duidelijk ziek te zijn moet worden gedacht aan een te traag werkende schildklier als mogelijke oorzaak.

## Symptomen
- Een lage lichaamstemperatuur. Dit is het enige zekere en betrouwbare symptoom. In het ideale geval gemeten met een in de slokdarm gelegen temperatuursonde; die zal men echter buiten gespecialiseerde medische klinieken niet veel vinden. Rectaal of met een speciale oorthermometer in het oor gemeten temperaturen zijn dan de tweede keus. Metingen onder de oksel zijn, zeker bij dit probleem, volstrekt onbetrouwbaar, metingen onder de tong zijn bijna even onbetrouwbaar. Ook met een oorthermometer kan men soms onterecht veel te lage waarden meten, bijvoorbeeld bij een onjuiste meettechniek of veel oorsmeer.
- rillen - alleen in het begin. Bij ernstige onderkoeling (meer dan een paar graden) rilt het slachtoffer niet meer.
- droge huid - niet bij onderkoelde slachtoffers die uit het water zijn gehaald, uiteraard.
- sloomheid en sufheid
- een trage hartslag en een langzame ademhaling
- slaperigheid - soms aangezien voor dronkenschap - kan zich ontwikkelen tot een coma.
- bleke huid - moeilijk objectief te bepalen (de bleke huid is een gevolg van vasoconstrictie)

## Onderkoeling en bevriezing
Naast onderkoeling kan er ook sprake zijn van bevriezing, waarbij vingers, tenen, ledematen of andere lichaamsdelen (zoals de neus, oren, lippen, penis) dusdanig zijn afgekoeld dat er ijsvorming in de cellen is opgetreden. Dit is een ander probleem met zijn eigen specifieke oorzaken en behandeling. Bevriezing treedt doorgaans plaatselijk op. Dat iemand zogenaamd zou kunnen "doodvriezen" is strikt genomen een (frequente) misvatting: de dood van het slachtoffer treedt namelijk bij onderkoeling op reeds lang vóórdat bevriezing (van de dan inmiddels overledene) optreedt.
Deze misvatting wordt in de Nederlandse taal in de hand gewerkt door onjuiste vertaling van de Engelse uitdrukking "to freeze to death" (to freeze betekent niet alleen letterlijk bevriezen, maar in de spreektaal ook meer figuurlijk het koud hebben).

## Behandeling
Door de lichaamstemperatuur van het slachtoffer te laten stijgen.
- Niet wrijven of masseren, en zeker niet met sneeuw.
- Geen alcohol geven (alcohol veroorzaakt een vaatverwijding in de huid en in de ledematen en leidt tot een warmer aanvoelende huid maar een lagere kerntemperatuur)

Wel doen:
- Medische hulp inschakelen.
- Het slachtoffer naar binnen brengen, uit weer en wind, afdrogen en verdere afkoeling voorkomen door dekens en/of jassen en wat er verder bij de hand is.
- Lichaamswarmte delen met het slachtoffer. (Gebruik bijvoorbeeld een slaapzak.)
- Het slachtoffer warme dranken geven indien bij bewustzijn. Rillen kost veel energie die moet worden aangevuld. Energierijke suikerhoudende dranken of voeding geven als het slachtoffer die tot zich kan nemen. Een bewusteloze nooit drinken geven of voedsel in de mond proberen te stoppen.
- Het slachtoffer in de gaten houden en indien nodig reanimatie toepassen.
- Een warm bad of warme douche mag alleen als het slachtoffer volledig bij bewustzijn is. Is het slachtoffer te sterk onderkoeld, dan kan een te snelle opwarming en ook verplaatsing of beweging levensgevaarlijk zijn: dan kan het gevaar ontstaan van de reddingsdood: het verschijnsel dat kan optreden bij geredde drenkelingen en slachtoffers van sneeuwlawines, doordat sterk afgekoeld bloed uit de ledematen zich dan vermengt met de warm gebleven organen, die daardoor dan juist kunnen afkoelen tot onder een voor overleving kritieke grens.
- In het ziekenhuis wordt het slachtoffer weleens opgewarmd door peritoneale lavage met warme vloeistof, die dan dus in de vrije buikholte wordt gebracht en steeds ververst. Men zal het slachtoffer bij voorkeur warme bevochtigde lucht laten ademen (warme droge lucht heeft hiervoor geen zin, de verdamping in de luchtwegen koelt het slachtoffer weer af). Ook een opwarmmatras onder de romp waardoor warm water circuleert is een in het ziekenhuis veel gebruikte methode. Deze methode heeft boven het warme bad niet alleen het voordeel dat het praktischer is, maar ook dat de romp selectief wordt opgewarmd, zodat het lichaam de bloedvaten naar de ledematen zelf kan gaan openzetten op het moment dat het daar aan toe is, met minder gevaar voor shock dan bij plaatsing in een warm bad met niet alleen de romp maar ook met de armen en benen.

Onderkoeling zorgt er onder meer voor dat het hart zeer 'prikkelbaar' wordt. De onderkoeling kan ventrikelfibrilleren (onsamenhangend kloppen) van het hart tot gevolg hebben, waardoor het bloed niet (genoeg) rondgepompt wordt. Dit is door een EHBO'er niet te beïnvloeden anders dan door de kans erop te verkleinen door het slachtoffer op te warmen. Als het optreedt, is defibrillatie nodig.

## Onderkoeling in de geneeskunde
Soms wordt in de geneeskunde het lichaam expres onderkoeld voor een medische ingreep om de stofwisseling te vertragen als de ingreep een korte circulatiestilstand onvermijdelijk maakt (ingrepen aan het hart of aan de bloedvaten van de hersenen). De chirurg heeft dan iets meer tijd. Door de ontwikkeling van de hart-longmachine is dit tegenwoordig een grote zeldzaamheid geworden. Bij hersenletsel wordt tegenwoordig ook geëxperimenteerd met koeling van het hoofd om de zuurstofbehoefte van de hersenen na het ongeval te beperken waardoor de schade naderhand wellicht minder zou zijn.

## Preventie
Onderkoeling kan in koude omgevingen mede voorkomen worden door het hoofd af te dekken (met een muts/pet) omdat (bij geklede personen) relatief veel warmte via het hoofd verloren gaat. Het spreekt voor zich dat je je kleding moet aanpassen op de omstandigheden. Vochtopnemende kleding is een risicofactor, omdat hier zweet in trekt, wat daarna afkoelt, of natuurlijk koud water opneemt in het geval het slachtoffer te water raakt. Het is echter wel beter gekleed in koud water te liggen dan naakt - isolerende kleren isoleren ook onder water enigszins, al maken ze zwemmen lastiger. Vochtafstotende of sneldrogende kleding is op het land het beste. Meer lagen dunne kleding zijn beter dan één dikke trui. Voor watersporters is een zwemvest altijd aan te raden - wie te koud is kan niet meer zwemmen, al is hij een geoefende zwemmer. Bedenk dat afkoeling in water 30 keer zo snel gaat als in lucht, trek een wetsuit of overlevingspak aan als er een kans is te water te raken.

## Trivia
- De Zweedse Anna Bågenholm had een lichaamstemperatuur van 13,7 °C nadat ze in 1999 uit een rivier werd gered.  Ze behaalde hiermee het record "overleven met de laagste lichaamstemperatuur".[1][2][3]